# Kraven the Hunter (film)
Pour le personnage, voir Kraven le chasseur.
Série Sony's Spider-Man Universe
Venom: The Last Dance
(2024)
Pour plus de détails, voir Fiche technique et Distribution.
Kraven the Hunter, ou Kraven le Chasseur au Québec, est un film de super-héros américain réalisé par J. C. Chandor et sorti en 2024.
Il s'agit de la mise en scène du personnage Kraven le Chasseur, ennemi de Spider-Man, édité par Marvel Comics, du sixième et dernier film de l'univers Sony's Spider-Man Universe après Madame Web et Venom: The Last Dance, également sortis cette année-là.

## Synopsis
Kraven est transporté dans un goulag. Après une altercation avec les gardes d’un Caïd de la prison, Seymon Chorney, il le confronte puis le tue dans la cellule ainsi que ses hommes de mains. Ce dernier entame sa fuite hors des murs de la prison grâce à ses capacités exceptionnelles. Après avoir bondi par-dessus les murs d’enceinte de la prison, il rejoint un avion placé là pour s’envoler vers des contrées inconnues. Le lendemain, les gardes du goulag découvrent un corps qui n'est autre que celui du prisonnier 0864 dont Kraven a usurpé l'identité, et se demandent : « Qui a tué Chorney ? ».
16 ans plus tôt, à la suite du décès de leur mère, Sergei Kravinoff et son demi-frère Dmitri sont emmenés par leur père Nikolai pour se préparer à reprendre ses affaires de crime. Lors d'un voyage de chasse en Afrique, dans le nord du Ghana, le groupe part à la recherche d'un lion sauvage et réputé pour sa puissance. Lorsqu'ils finissent par le trouver, Sergei est incapable de tirer, impressionné par l'animal qui l'attaque et le blesse mortellement sous le regard horrifié et impuissant de Dmitri. À l'agonie, Sergei est traîné puis abandonné par le lion avant d'être retrouvé par une jeune fille nommée Calypso qui, prévenue par sa grand-mère adepte du vaudou qu'elle interviendrait dans un accident imminent et donnerait un grand pouvoir à sa victime, lui fait boire un mystérieux sérum ayant des dons de guérison avant d'appeler les secours. Elle laisse discrètement à Sergei une carte de tarot représentant La Force. Grâce aux pouvoirs du sérum, ce dernier se réveille à l'hôpital après avoir été cliniquement mort.
De retour à Londres, Nikolai sermonne Sergei pour avoir fait preuve de faiblesse face au lion, disant qu'en agissant ainsi, il donne une ouverture à ses ennemis. Lorsque Nikolai révèle qu'il a tué le lion pour donner une leçon à ses fils, Sergei, ayant découvert que ses attributs physiques sont devenus une force semblable à celle d'un animal, devient écœuré par les actions de son père et s'enfuit vers un sanctuaire caché appartenant à sa mère.
Des années plus tard, Sergei, désormais connu sous le nom de Kraven et surnommé "le Chasseur" par la presse et les médias, travaille comme assassin et élimine les gens qu'il considère comme étant "méchants". Après l'assassinat de Chorney, il retourne à Londres pour l'anniversaire de Dmitri qui se démarque par de brillants talents d'imitation. Par la même occasion, Kraven retrouve Calypso, qui travaille désormais comme avocate, et lui demande si elle veux s'associer à lui durant sa "chasse". Bien qu'elle désapprouve ses méthodes, Calypso accepte d'y réfléchir.
Aleksai Sytsevich, un mercenaire qui a participé à une expérience lui donnant la force et le corps dur comme un rhinocéros lui valant alors le surnom du "Rhino", apprend par son bras droit qu'il pourrait figurer sur la liste des personnes susceptibles d'être traquées par "le Chasseur". Ce dernier lui dévoile également une clé USB qu'il a reçu d'un destinateur anonyme. Il y a dessus une vidéo sur laquelle on voit l'évasion de Kraven et une reconnaissance faciale révèle sa véritable identité. Le Rhino arrange une rencontre avec les membres du gang de Chorney pour leur proposer une alliance dans le but de tuer Kraven avant qu'il ne le trouve et pour reprendre les affaires de Nikolai, chose qui lui avait précédemment été refusée. La rencontre entre Nikolai et les membres du gang ne se passe pas bien et tous sont tués dans une fusillade sanglante.
Incapable de dormir cette nuit-là, Kraven sort se promener mais le lendemain, il découvre que Dmitri a été enlevé par les mercenaires du Rhino et tente en vain de les rattraper. Kraven sollicite l'aide de Calypso qui promet de l'aider à retrouver les ravisseurs de son frère grâce à la description de l'un d'eux tandis que Nikolai refuse de payer la rançon demandée par le Rhino. Ce dernier fait appel à l'Étranger, un tueur à gages qui utilise l'hypnose pour désorienter ses cibles, pour tuer Kraven. À la suite du meurtre de son mentor par "le Chasseur", ce dernier est devenu obsédé par lui et a étudié ses schémas d'attaque pendant des années.
Dmitri est approché par le Rhino qui lui propose de s'allier pour reprendre les opérations de Nikolai, mais il refuse de trahir son père. Le Rhino lui montre alors la vidéo mais Dmitri est incrédule à l'idée que son frère puisse être "le Chasseur". Grâce à un informateur, Calypso identifie l'homme recherché par Kraven qui se trouverait dans un monastère abandonné en Turquie. Mais une fois sur place, Kraven se rend compte que c'était un piège et survit à la tentative d'assassinat.
Le Rhino envoie cinq de ses hommes tuer Calypso dans son cabinet mais, ayant été prévenue par Kraven, elle s'échappe in extremis avant de le retrouver dans son sanctuaire. Là-bas, il lui dévoile avoir conservé la fiole du sérum de la grand-mère de Calypso dans l'espoir de découvrir un jour sa formule, ce que Calypso avoue ignorer. C'est alors qu'il reçoit un appel de Dmitri qui, en tant qu'appât, a été forcé par le Rhino et l'Étranger à lui téléphoner. Le Rhino fait une proposition à Kraven mais "le Chasseur" lui raccroche au nez et s'équipe lourdement pour faire face à l'embuscade imminente.
Après avoir tué plusieurs mercenaires avec leurs propres pièges, Kraven est soudainement touché par des fléchettes contenant une neurotoxine mortelle tirées par l'Étranger qui le bat sans pitié. Au moment où il est sur le point de l'achever, Calypso le tue d'une flèche dans l'œil et ressuscite Kraven avec une seconde fiole de sérum. Il utilise ensuite une ruée de buffles du Cap pour piéger le Rhino et son convoi. Le Rhino se transforme alors et livre un affrontement acharné contre Kraven qui en ressort vainqueur. Dmitri tente de tuer le Rhino à l'agonie mais Kraven l'arrête en lui promettant qu'il mourra, ce qui arrive très rapidement.
Constatant que c'est Nikolai qui a divulgué son existence au Rhino, Kraven suit son père dans une forêt sibérienne pour obtenir des réponses ; Nikolai révèle qu'il savait qu'Aleksai le ciblait et, sachant qu'il ne pourrait jamais convaincre son fils de faire son sale boulot, il l'a envoyé en sachant que le paranoïaque Aleksai frapperait en premier. Kraven refuse de tuer son père mais sabote ses armes pour qu'il soit tué par un ours sauvage. Cependant, Dmitri, ayant acquis des capacités de métamorphoses similaires à celle d'un Caméléon auprès du médecin qui a expérimenté sur Aleksai, découvre cela et renie Kraven, déclarant que malgré ses affirmations d'être moralement supérieur, lui et Nikolai étaient les mêmes : des chasseurs de gros gibier à la recherche de leur prochain grand trophée.
Dimitri révèle néanmoins à Sergei que Nikolai lui a laissé quelque chose : il a démonté la tête du lion pour en faire une tunique de chasse. Kraven l'enfile et commence à méditer le fait qu'il est enfin devenu celui qu'il est : le plus grand chasseur de tous les temps.

## Fiche technique
Sauf indication contraire, les informations mentionnées dans cette section peuvent être confirmées par les bases de données cinématographiques IMDb et Allociné,  présentes dans la section « Liens externes ».
- Titre original et francais : Kraven the Hunter
- Titre québécois : Kraven le Chasseur
- Réalisation : J. C. Chandor
- Scénario : Matt Holloway, Art Marcum et Richard Wenk, d'après le personnage créé par Stan Lee et Steve Ditko
- Directeurs artistiques : Danielle Bayliss, Susannah Brough, Louise Cavey, Cristopher Escobar, Patrick Harris, Meg Jones, Daryn McLaughlan, Nacho Tomás et Ketan Waikar
- Superviseur des effets visuels : Richard R. Hoover
- Décors : Eve Stewart
- Costumes : Sammy Sheldon
- Photographie : Ben Davis
- Montage : Chris Lebenzon et Craig Wood
- Musique : Benjamin Wallfisch, Evgueni Galperine et Sacha Galperine
- Producteurs : Avi Arad, David B. Householter et Matthew Tolmach
  - Producteurs exécutifs : Matt Holloway et Art Marcum
- Sociétés de production[1] : Arad Productions et Matt Tolmach Productions, présenté par Columbia Pictures, en association avec TSG Entertainment II et Marvel Entertainment
- Société de distribution : Sony Pictures Releasing
- Budget : 130 000 000 $[2]
- Pays de production :  États-Unis
- Langue originale : anglais, russe
- Format[3] : couleur - 2.35:1 - son : Dolby Digital | Dolby Atmos | SDDS | Auro 11.1 | IMAX 6-Track
- Genres : action, aventures, science-fiction, fantastique, super-héros
- Durée : 127 minutes
- Dates de sortie[4] :
  - États-Unis : 13 décembre 2024
  - France : 18 décembre 2024
- Classification[5] :
  - États-Unis : R
  - France : tous publics avec avertissement

## Distribution
- Aaron Taylor-Johnson (VF : Mathieu Delarive ; VQ : Maël Davan-Soulas) : Sergei Kravinoff / Kraven le Chasseur
  - Levi Miller (VF : Simon Dartois ; VQ : Alexandre Bacon) : Sergei jeune
- Ariana DeBose (VF : Esthèle Dumand) : Calypso
  - Diaana Babnicova (en)(VF : Adeline Clément) : Calypso jeune
- Fred Hechinger : Dmitri Kravinoff / le Caméléon
  - Billy Barratt (VF : Joffrey Pradin) : Dmitri jeune
- Alessandro Nivola (VF : Patrick Mancini ; VQ : Gilbert Lachance) : Aleksei Sytsevich / le Rhino
- Russell Crowe (VF : Emmanuel Jacomy ; VQ : Normand D'Amour) : Nikolaï Kravinoff, le père de Kraven
- Christopher Abbott (VF : Thibaut Lacour ; VQ : Nicolas Charbonneaux-Collombet) : L'étranger (en)
- Murat Seven (VF : Olivier Augrond) : Ömer Ozdemir
- Iouri Kolokolnikov : Seymon Chorney
- Michael Shaeffer (en) (VF : Franck Vincent ; VQ : Frédéric Désager) : Andre Lavigne
- Dritan Kastrati (VF : Raphaël Cohen) : Oleksander
- Tom Reed : Bert
- Guillaume Delaunay : Mofo
- Susan Aderin : la grand-mère de Calypso
- Masha Vasyukova : La mère de Sergei et Dmitri

 Source et légende : version française (VF) sur RS Doublage

## Production

### Genèse et développement
À l'origine, le personnage de Kraven devait faire son apparition dans le troisième volet de la franchise The Amazing Spider-Man avec Andrew Garfield. À la suite de l'échec du deuxième volet, The Amazing Spider-Man : Le Destin d'un héros (2014), le projet est finalement abandonné tout comme l'idée du troisième volet.
Après le succès des nouveaux films sur l'homme-araignée Spider-Man: Homecoming et Spider-Man: Far From Home, le personnage de Kraven est alors relancé pour être le méchant principal du troisième volet mais l'idée est finalement abandonnée et les studios décident de créer un univers centré sur les ennemis de Spider-Man avec notamment les deux films centrés sur Venom et Morbius. J. C. Chandor est alors engagé pour mettre en scène le film.

### Attribution des rôles
Pour le rôle-titre, de nombreux noms ont circulé notamment Brad Pitt, Keanu Reeves, Adam Driver, John David Washington, ou encore Joel Kinnaman[Quand ?]. Mais c'est finalement Aaron Taylor-Johnson qui est choisi après que les producteurs ont vu un extrait de sa performance dans Bullet Train[Quand ?]. Aaron Taylor-Johnson a déjà interprété un personnage de l'univers Marvel : Vif-Argent dans les films Captain America : Le Soldat de l'hiver (2014) et Avengers : L'Ère d'Ultron (2015).
Pour le rôle de Calypso, Jodie Turner-Smith et Taylour Paige sont sollicitées avant que l'actrice Ariana DeBose ne soit finalement choisie[Quand ?].
En février 2022, Russell Crowe est engagé à son tour dans un rôle encore inconnu, mais qui pourrait être le mentor de Kraven.
Pour le rôle de l'antagoniste principal, celui de l'Étranger, c'est Christopher Abbott qui est choisi suivi d'Alessandro Nivola pour le rôle d'un autre méchant. Dans le même temps, Fred Hechinger remplace Kodi Smit-McPhee pour incarner le rôle du Caméléon.

### Tournage
Le tournage débute le 20 mars 2022 à Londres, au Royaume-Uni et s'est terminé 3 mois plus tard le 20 juin 2022.

## Sortie et accueil

### Dates de sortie
Le film devait initialement sortir aux États-Unis le 6 octobre 2023. Cependant, en juillet 2023, Sony modifie son planning en raison de la grève du syndicat des acteurs et des scénaristes. La sortie américaine est alors repoussée à août 2024. En avril, Sony annonce que le film est une nouvelle fois repoussé au 13 décembre 2024 pour éviter la concurrence de Deadpool et Wolverine, ainsi que d'autres films comme Borderlands, Trap, Harold et le Crayon magique, Alien: Romulus, Horizon : Une saga américaine, chapitre 2, The Crow, ou encore Beetlejuice Beetlejuice. Il sortira le même jour que Le Seigneur des Anneaux : La Guerre des Rohirrim[réf. nécessaire].

### Accueil critique
En France, le site Allociné donne une moyenne de 1,5⁄5, d'après l'interprétation de 13 critiques de presse.

## Sony's Spider-Man Universe
Le Sony's Spider-Man Universe est un ensemble de spin-offs basé sur des personnages Marvel autour de Spider-Man et créé par Sony Pictures. Cet univers cinématographique débute en 2018 avec la sortie du film Venom réalisé par Ruben Fleisher avec Tom Hardy dans le rôle-titre. Le film se concentre sur l'un des principaux antagonistes de Spider-Man : le symbiote Venom.
Venom: Let There Be Carnage, le second film du Sony's Spider-Man Universe réalisé par Andy Serkis sort au cinéma en automne 2021. Le film est un succès au box-office,.
Morbius, le long métrage centré sur le vampire Michael Morbius, un autre adversaire récurrent de Spider-Man sort dans les salles obscures en mars 2022. Le film est un échec critique et commercial,.
Madame Web, le long-métrage avec Dakota Johnson qui interprète Cassandra Webb sort en février 2024. C'est le quatrième film du Sony's Spider-Man Universe. Le film est une déception critique et reçoit de mauvais résultats au box-office,,.
Kraven le chasseur réalisé par J. C. Chandor est le sixième film du Sony's Spider-Man Universe.